# Kato Tomosaburo

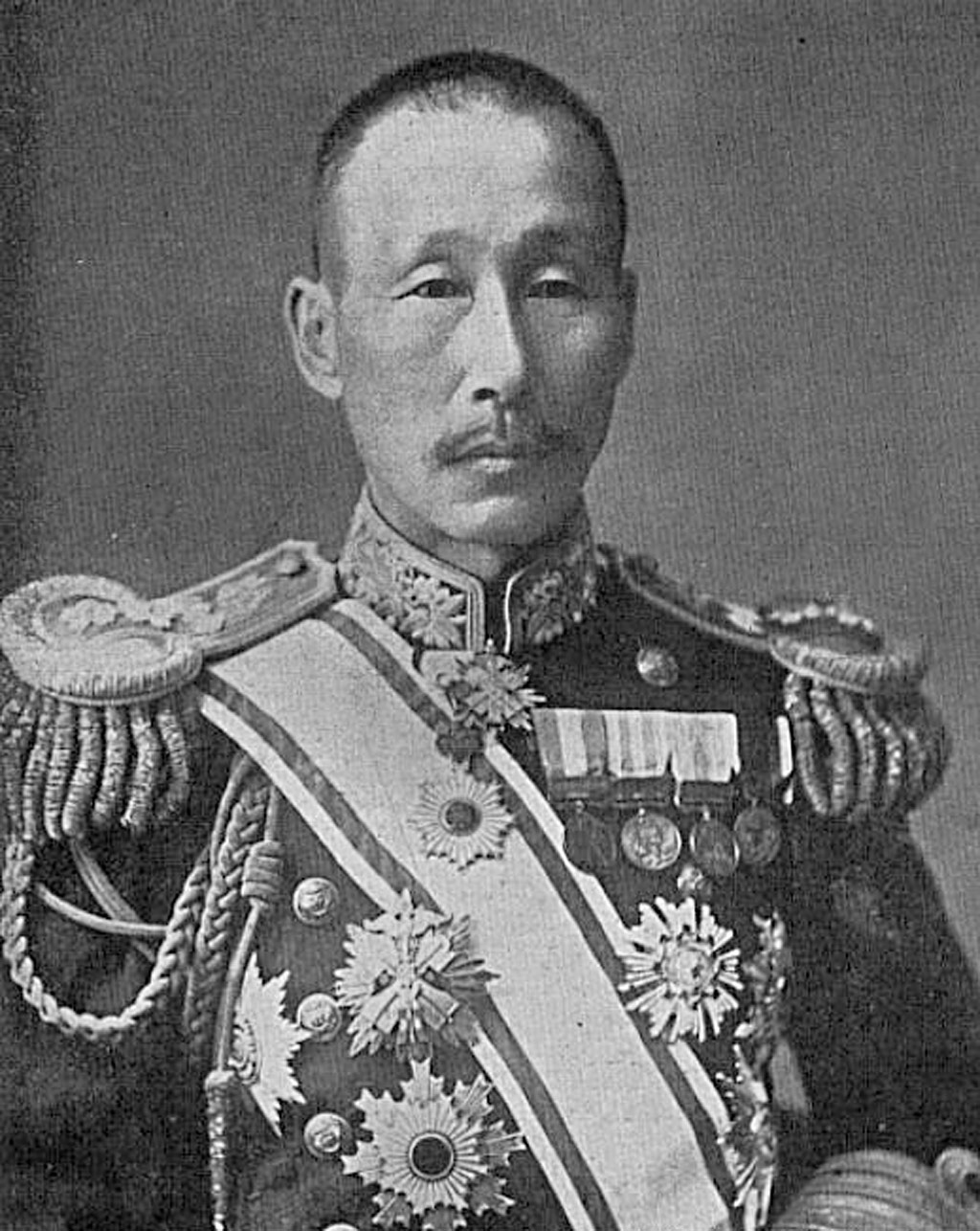
Kato Tomosaburo.

Katō Tomosaburō född 22 februari 1861 i Hiroshima, död 24 augusti 1923 i Tokyo, var en japansk baron, amiral och politiker.
Kato utmärkte sig som sjöofficer i rysk-japanska kriget 1904–05, då han var stabschef först åt amiral Kamimura och sedermera, under slaget vid Tsushima, åt amiral Togo Heihachiro. Han blev 1906 vice marinminister och 1909 befälhavare i marinstationen Kure. Vid Japans inträde i Världskriget 1914 blev Kato Viceamiral och chef för stridsflottan och 1915 jämväl marinminister.
Han upphöjdes 1920 till baron och blev samma år medlem av pärskammaren samt var november 1921-februari 1922 ett av Japans ombud vid Washingtonkonferensen, där han var den faktiskt ledande inom den japanska delegationen. Då ministären Takahashi avgick, blev Kato juni 1922 premiärminister och bibehöll sin marinministerpost. Han tillämpade en sträng sparsamhetspolitik och genomdrev 1923 införandet av jurysystem i den japanska rättskipningen.